# Ермаков, Иван Дмитриевич
Ива́н Дми́триевич Ермако́в (6 октября 1875, Константинополь — 31 марта 1942, Саратов, тюрьма) — русский и советский психиатр, психолог, художник и литературовед, один из пионеров психоанализа в Советской России.

## Биография
И. Д. Ермаков родился в семье известного тифлисского фотографа Дмитрия Ивановича Ермакова. Ранние свои годы Иван Ермаков провел в Тифлисе.
В 1896 году окончил 1-ю Тифлисскую классическую гимназию.
В 1902 году окончил медицинский факультет Московского университета. После окончания работал штатным ординатором нервной клиники университета. Учился и работал под руководством В. П. Сербского. Затем служил в должности ассистента психиатрической клиники Московского университета. В период с 1903 г. по 1904 г. И. Д. Ермаков был одним из лечащих врачей М. А. Врубеля.
Во время русско-японской войны 1904—1905 годов И. Д. Ермаков был призван в армию и направлен в г. Харбин в психиатрический госпиталь, где работал старшим ординатором, старшим ассистентом и заведующим отделом психотерапии.
После русско-японской войны работал в психиатрической клинике Московского университета (1907—1921) ординатором, старшим ординатором, ассистентом, заведующим клиникой, а также преподавал в Университете.
В1928 после отсылки Льва Троцкого, который покровительствовал психоанализу, начались преследования психоанализа.  27 июля 1930 года было принято официальное Постановление о ликвидации Русского психоаналитического общества. В 1941 году И. Д. Ермаков был репрессирован и умер в заключении в 1942 году, расстрелян. Реабилитирован в 1959 году.
Супруга — врач; дочь Милитриса (1930 — 2018) — доктор педагогических наук, поэтесса.

## Профессиональная деятельность
Среди профессиональных интересов И. Д. Ермакова: психоанализ художественного творчества; гипнология; половые различия, проявлящиеся в рисовании детей; проблемы символизма.
В 1913 г. И. Д. Ермаков побывал в научных командировках за границей (Берлин, Париж, Мюнхен, Берн, Будапешт). Встречался с Э. Блейлером. По возвращении в Россию осенью 1913 г. И. Д. Ермаков выступал перед коллегами в Физико-химическом обществе и в университетской клинике с докладами об учении З. Фрейда и его применении к ряду психических расстройств.
С 1921 по 1925 годы под редакцией И. Д. Ермакова издавалась «Психологическая и психоаналитическая библиотека», в которой были изданы переводы многих трудов Фрейда и ряда других психоаналитиков. В этой же серии были опубликованы и его собственные психоаналитические исследования литературных произведений. Как литературовед, столкнулся с оппозицией как старой школы литературоведов, считавших его взгляды «ересью», так и новой, для представителей которой он был «немарксистом».
В 1922 году И. Д. Ермаков явился одним из организаторов Русского психоаналитического общества, которое возглавлял до 1925 года.
В 1923 г. Ермаков создал и возглавил Государственный психоаналитический институт, там велось преподавание психоанализа, была организована исследовательская работа. При Психоаналитическом институте действовал Детский дом-лаборатория «Международная солидарность», который также возглавлял И. Д. Ермаков. Институт был закрыт в 1925 году. В 1930-е годы, после запрета на психоанализ, Ермаков занимался частной психиатрической практикой, являлся консультантом в ряде клиник. Кроме того, в эти годы он много писал, не надеясь опубликовать свои работы.

## Художественная деятельность
Кроме научной деятельности И. Д. Ермаков занимался живописью и графикой. Так, в 1916—1921 годах он принимал участие в ряде художественных выставок (44-я выставка передвижников, выставка группы «Бубновый валет», др.). С 1916 года член группы «Мир искусства». И. Д. Ермаков был действительным членом Государственной академии художественных наук. В 1919—1923 годах он заведовал экскурсионным отделом Государственной Третьяковской галереи.
Возникшее объединение художников «Четыре искусства» проводило выставки в 1925, 1926, 1928 и 1929 гг. И. Д. Ермаков принимал участие во всех выставках этого общества: «Натюрморт» (1925), «Кордова на рассвете» (1926), «Яблоки» (1928) и «Перед грозой» и «Пейзаж» (1929).

## Сочинения
- Ермаков, И. Д. Этюды по психологии творчества А. С. Пушкина (1923).
- Ермаков, И. Д. Очерки по анализу творчества Н. В. Гоголя (1923).
- Ермаков, И. Д. Психоанализ литературы. Пушкин, Гоголь, Достоевский (1999).
- Ермаков, И. Д. Опыт органического познания ребёнка (2009). ISBN 978-5-98904-046-9